# Андерс Крістіансен (норвезький футболіст)
Андерс Крістіансен (норв. Anders Kristiansen, нар. 17 березня 1990, Ставангер, Норвегія) — норвезький футболіст, воротар клубу «Сарпсборг 08».

## Ігрова кар'єра

### Клубна
Андерс Крістіансен народився у місті Ставангер і першим клубом в його футбольній кар'єрі став місцевий «Вікінг», де він почав грати в молодіжній команді. У 2008 році воротаря було переведено до першої команди але в основі він не зіграв жодного матчу. І новий сезон футболіст почав у клубі Першого дивізіону «Брюне», де відіграв сім сезонів.
Сезон 2016 року Крістіансен почав у клубі Елітсерії «Сарпсборг 08», з яким дістався фіналу національного Кубка у сезоні 2017 року. 17 квітня 2016 року Крістіансен зіграв свою першу гру в елітному дивізіоні.
Влітку 2018 року Крістіансен перебрався до Бельгії, де підписав контракт зі столичним клубом «Юніон Сент-Жилуаз». Але там воротар не зміг закріпитися в основі, провівши лише 22 поєдинки і перед сезоном 2021 року повернувся до «Сарпсборга».

### Збірна
Андерс Крістіансен виступав за юнацькі та молодіжну збірні Норвегії.